# Rybáře (Karlsbad)

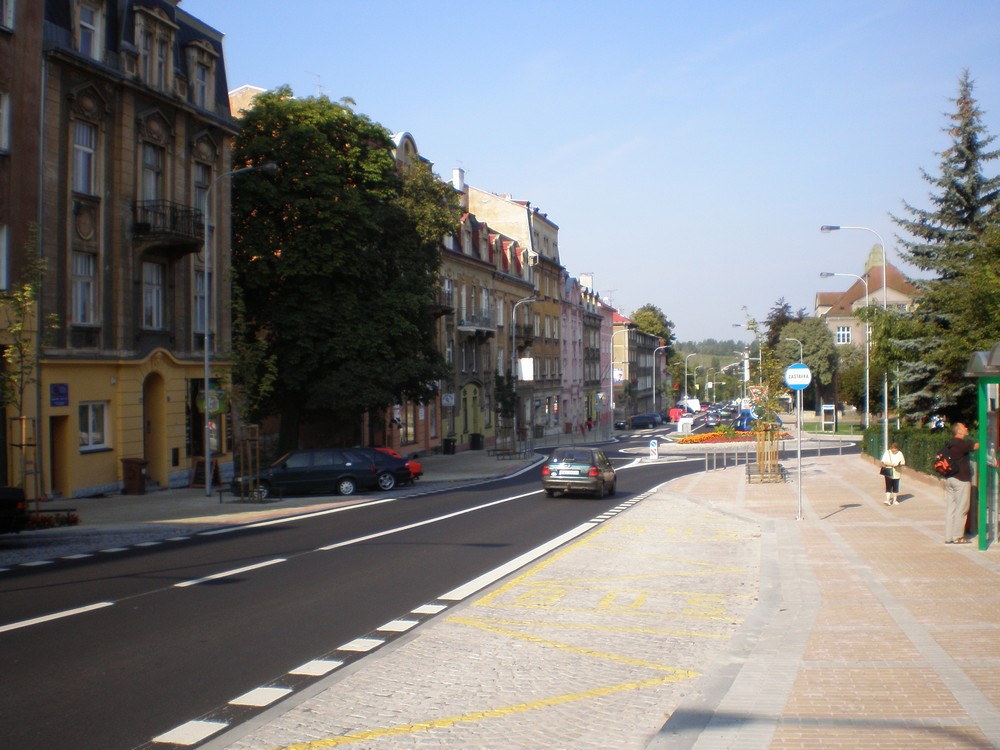
Rybáře

Rybáře (deutsch: Fischern) ist ein Ortsteil der Stadt Karlsbad und ehemals eigenständige Stadt im Okres Karlovy Vary in Tschechien.

## Geographische Lage
Die Ortschaft liegt im westlichen Böhmen, etwa drei Kilometer nordwestlich vom Stadtzentrum Karlsbads entfernt. Die durchschnittliche Höhe beträgt 370 m ü. M. Der historische Ortskern liegt an der Mündung der Rolava (deutsch Rohlau) in die Eger (tschechisch Ohře).

## Geschichte
Fischern wurde 1511 erstmals urkundlich erwähnt und erhielt 1585 eine eigene Kirche. Der Ort lag verkehrstechnisch günstig und 1870/71 wurde hier der Bahnhof von Karlsbad errichtet. In dieser Zeit wuchs der dem Bahnhof zugewandte Teil des Ortes unter dem Namen Neu Fischern rasch an. 1875 wurde Fischern zur Marktgemeinde erhoben. Bereits 1897 folgte die Stadterhebung.
1930 hatte die Stadt Fischern 2878 fast ausschließlich deutschsprachige Einwohner. Nach dem Münchner Abkommen wurde die Stadt dem Deutschen Reich zugeschlagen und gehörte bis 1945 zum Landkreis Karlsbad im Reichsgau Sudetenland, Regierungsbezirk Eger. 1939 erfolgte die Eingemeindung nach Karlsbad.
Unter Berufung auf die nach Ende des Zweiten Weltkriegs erlassenen Beneš-Dekrete wurde 1945 die deutschböhmische Bevölkerung, Eigenbezeichnung Sudetendeutsche, großteils enteignet und vertrieben. Die Eingemeindung von 1939 wurde, wie sämtliche während der Besetzung erfolgten Gemeindegebietsänderungen, nach dem Ende des Zweiten Weltkrieges wieder aufgehoben.
1949 wurden die Gemeinden Rybáře, Karlovy Vary, Bohatice, Březová (Pirkenhammer), Doubí (Aich), Drahovice, Dvory und Olšová Vrata (Espenthor) zur neuen Gemeinde Karlovy Vary zusammengeschlossen.

### Demografie
| Jahr | Einwohner | Anmerkungen                                    |
| ---- | --------- | ---------------------------------------------- |
| 1857 | 0428      | [ 4 ]                                          |
| 1869 | 1.479     | [ 4 ]                                          |
| 1900 | 8.234     | [ 5 ]                                          |
| 1930 | 2.878     | fast ausschließlich deutschsprachige Einwohner |

## Ortsgliederung
Der Ortsteil Rybáře gliedert sich in die Grundsiedlungseinheiten Čankovská, Růžový vrch, Rybáře und Zlatý kopeček-východ.
Rybáře bildet einen Katastralbezirk.

## Sehenswürdigkeiten
- Kreuzerhöhungskirche, erbaut 1904–1906 nach Plänen des Wiener Architekten Karl Schaden, das barocke Inventar stammt aus der nach dem Zweiten Weltkrieg devastierten Wallfahrtskirche Mariä Himmelfahrt in Svatobor (Zwetbau).[7]

## Söhne und Töchter des Ortes
- Ludwig Engl (1872–1936), Lehrer, Grafiker, Restaurator und Chronist in Saaz, siehe muzeumzatec.cz.
- Josef Zuth (1879–1932), Musikpädagoge, Journalist und Musikforscher
- Ernst Franz (1894–1915), Radrennfahrer
- Ernst Viktor Johannes Lukas (1901–1980), Afrikanist und Hochschullehrer
- Karl Helmut Bayer (* 1931), Architekt
- Roland Helmer (* 1940), Maler